# Ukrajinská námořní pěchota
Ukrajinská námořní pěchota (ukrajinsky Морська піхота) je součástí sil pobřežní obrany námořnictva Ukrajiny. Formace je užívána jako prvek ukrajinských ozbrojených sil pro obojživelné, vzdušné výsadkové a kombinované vzdušně-obojživelné operace buď samostatně, anebo ve spolupráci s armádními jednotkami s cílem obsadit pobřežní oblasti, ostrovy, přístavy, námořní základny, pobřežní letiště a další pobřežní instalace nepřítele a může být rovněž užívána k obraně vlastních námořních základen, životně důležitých úseků pobřeží, přilehlých ostrovů a dalších objektů a míst při pobřeží moře nebo k zabezpečení nepřátelských oblastí.

## Fotogalerie

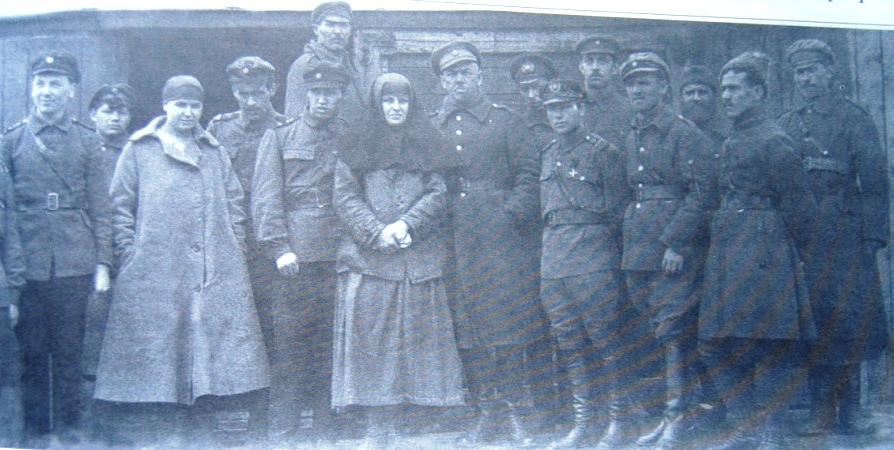
Ukrajinští námořní pěšáci internovaní v Polsku, 1920
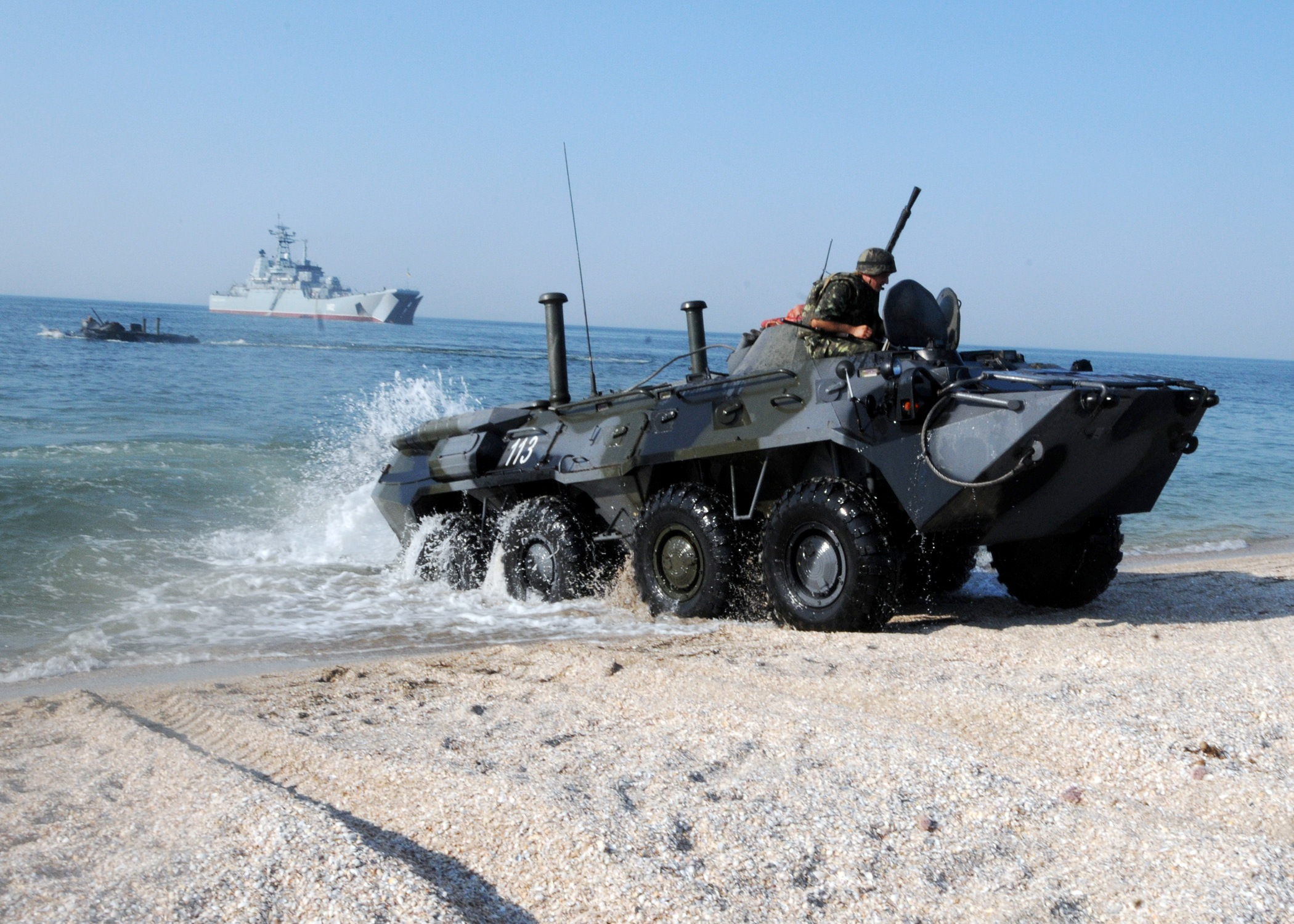
Obrněný transportér BTR-80, 2010
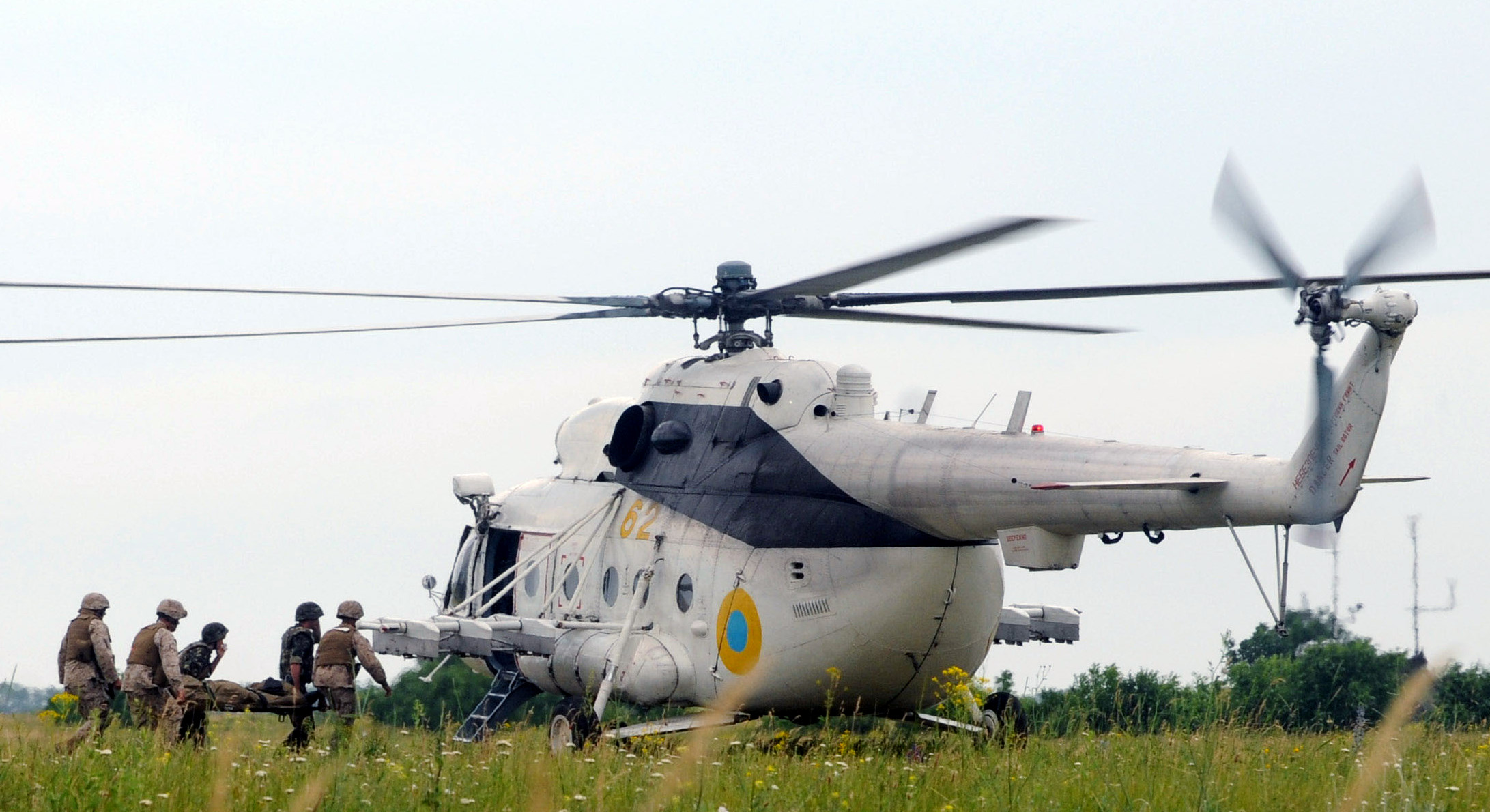
Společné cvičení s USMC, 2011
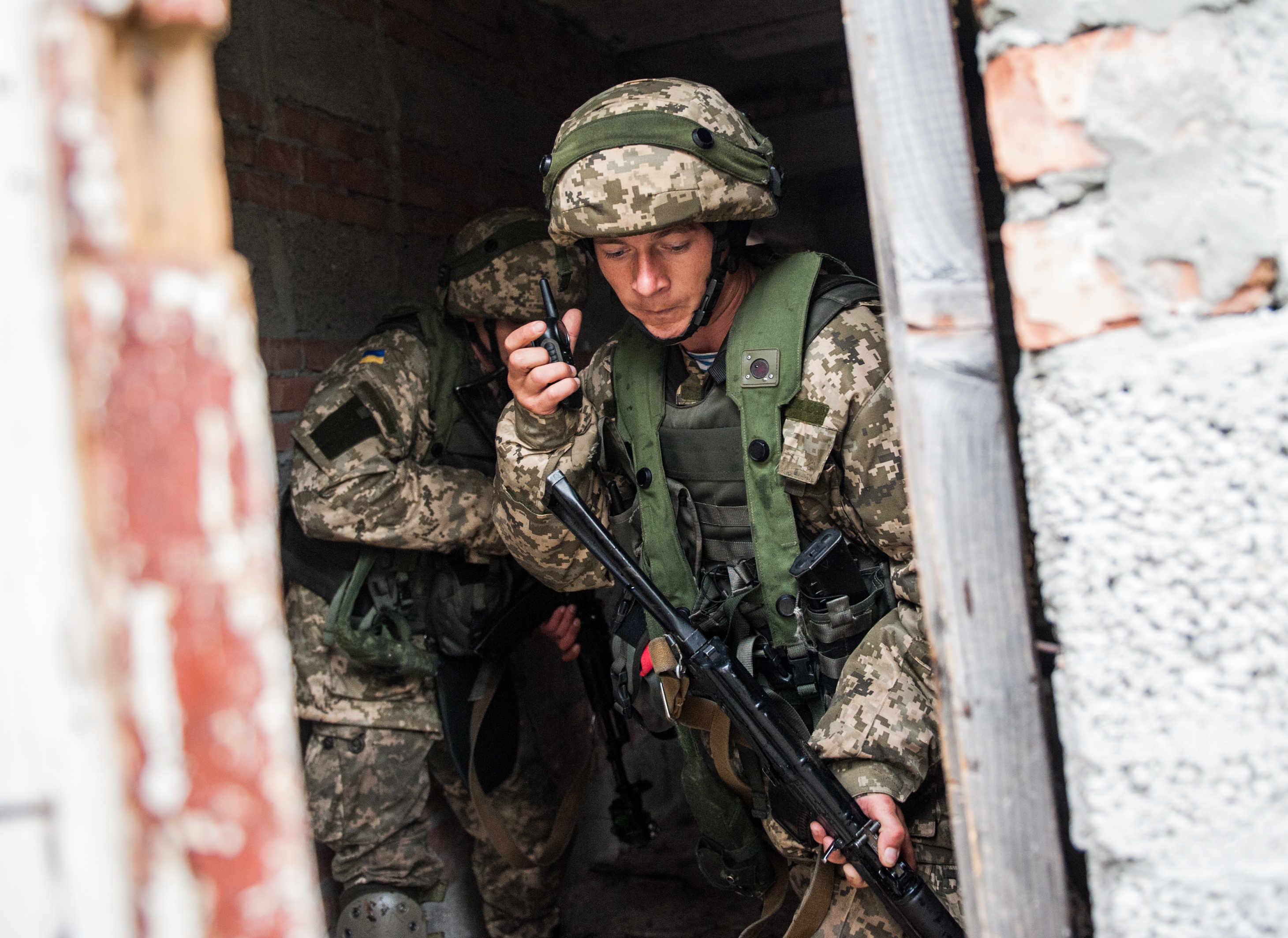
Výcvik boje ve městech, 2014
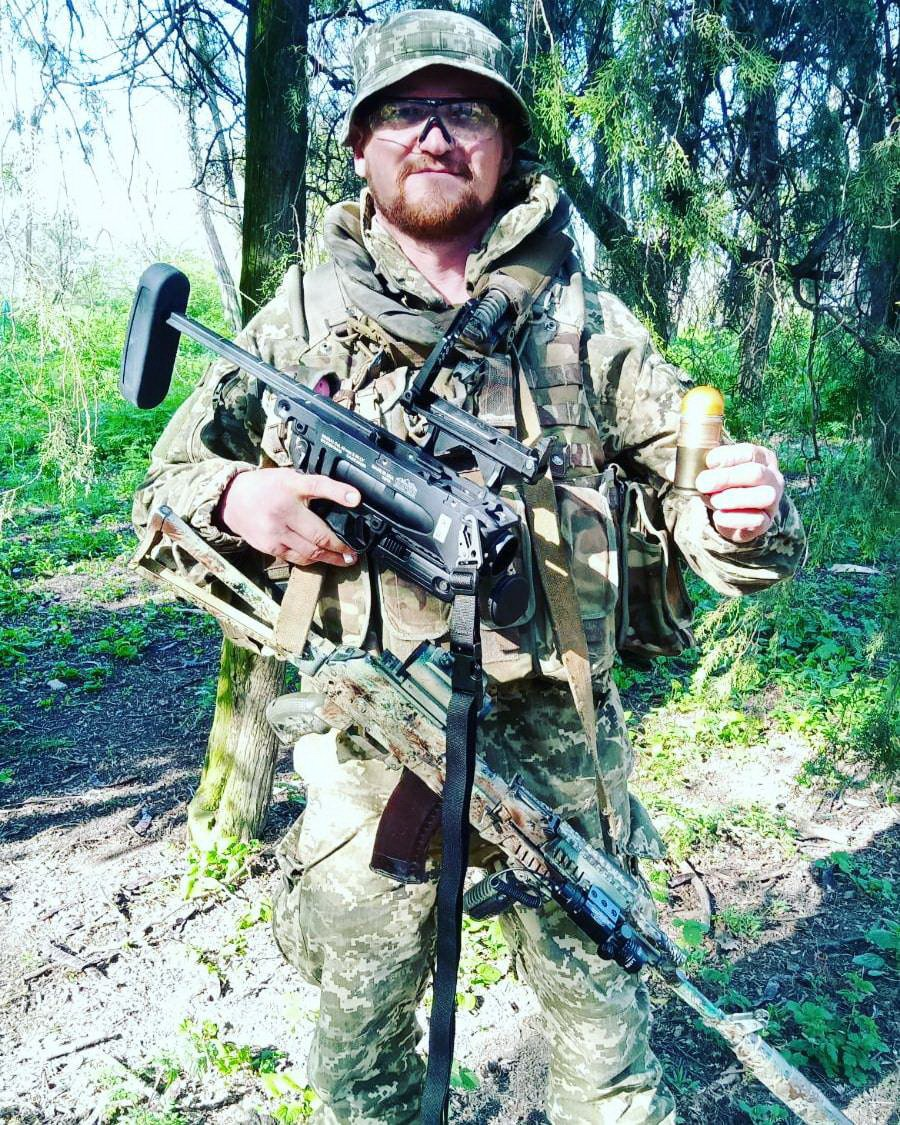
Mariňák s granátometem M320 v roce 2022
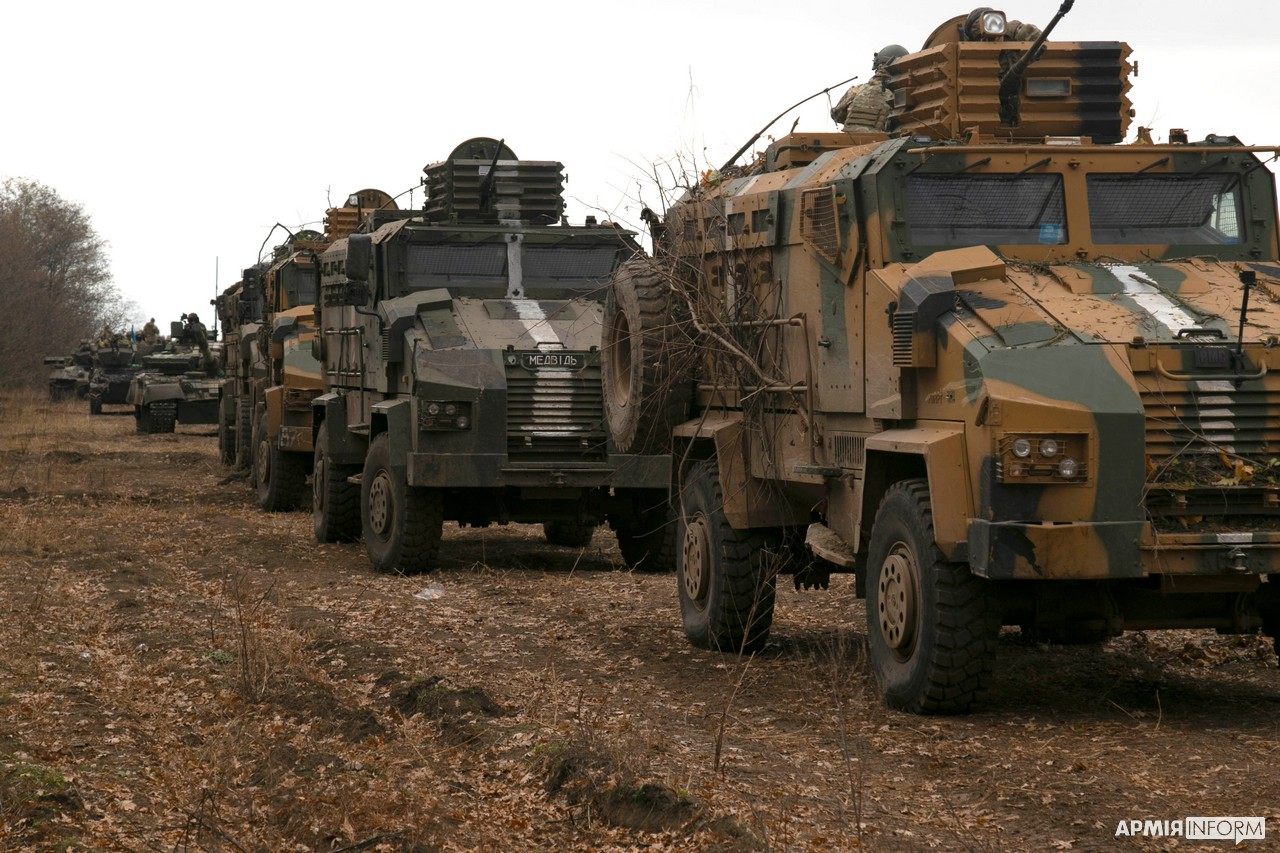
Obrněná vozidla BMC Kirpi 35. brigády